# Лила Кедрова
Елизавета (Лила) Николајевна Кедрова (рус. Елизавета Николаевна Кедрова; Санкт Петербург, 9. октобар 1909 — Су Сент Мари, 16. фебруар 2000) била је француска глумица руског поријекла и добитница "Оскара".

## Биографија
Рођена је у руском Санкт Петербургу као дијете из музичке породице. Њена мајка Софија Кедрова била је оперска пјевачица, а отац оснивач познатог мушког музичког квартета Кедров и професор на Петербуршком конзерваторију. Њена сестра Ирена Кедрова била је сопран.
Пар година након Октобарске револуције, 1922. године породица се преселила у Берлин. Шест година касније одлазе у Париз гдје њена мајка предаје на Конзерваторијуму у Паризу, а отац се посветио поновном покретању квартета „Кедров”. 
Њена глумачка каријера креће 1945. године када је играла у представи Браћа Карамазов у позоришту Атеље. До 1977. године играла је у свим француским класицима на даскама које живот значе у позориштима Атеље, Пош, Антуана и другима. 
Филмску каријеру започела је у Француским филмовима, док је њен први наступ у филму ван граница Француске била улога „мадам Хортенза” у Грк Зорба за коју је добила Оскара као најбоља споредна улога. Након тога имала је још неколико улога у холивудским филмовима. 

### Смрт
Умрла је 2000. године у њеном љетниковцу у Су Сент Мари у Канади након дуге борбе са Алцхајмеровом болешћу.